# Рівненський район (Саратовська область)
Рівенський район рос. Ровенский район — муніципальне утворення в Саратовській області. Адміністративний центр району — смт. Рівне. Населення району — 16 894 чол.

## Географія
Розташований в південно-західній частині Лівобережжя на березі річки Волги в сухостеповій зоні на північній околиці Прикаспійської низовини, на кордоні з Волгоградської областю. Клімат різко континентальний, посушливий. У назві району відбився рівний степовий характер навколишньої місцевості.
Район межує з Волгоградською областю на півдні, Краснокутським муніципальним районом на сході, Енгельського муніципальним районом на півночі. Із заходу обмежений Волгою.

## Історія
Згідно Указу Президії Верховної Ради СРСР від 28 серпня 1941 року німецьке населення Зельманского кантону АРСР німців Поволжя  було виселено і він був включений до складу Саратовської області як Зельманський район.
19 травня 1942 року Зельманський район перейменований в Рівненський район, а село Зельман — в село Рівне. Одночасно були перейменовані сільські ради району.
7 травня 1956 року до Рівненського району був приєднаний Приволзький район з 5 сільськими радами.
9 грудня 1962 року Рівненський район включений до складу Енгельського району.
Указом Президії Верховної Ради РРФСР від 9 грудня 1970 року зі складу Енгельського району був виділений Рівненський район з центром в селі Рівне.
В 1997 у Рівненський район перейменований в об'єднане муніципальне утворення Рівненського району.
Відповідно до Закону Саратовської області від 29 грудня 2004 року № 115-ЗСО «Про муніципальних утвореннях, що входять до складу Рівненського муніципального району» в 2005 році об'єднане муніципальне утворення Рівненського району перетворено в Рівненський муніципальний район.

## Економіка
Район сільськогосподарський. Найбільший в області виробник баштанних (в основному кавунів). Вирощують зерно, велику рогата худобу, овець. Невеликі промислові підприємства переробляють сільськогосподарську сировину. Є великі зрошувальні системи. Ведеться нафто- і газовидобування.